# Chrámec
Chrámec (hongrois : Harmac) est un village de Slovaquie situé dans la région de Banská Bystrica.

## Histoire
La première mention écrite du village date de 1246.
La localité fut annexée par la Hongrie après le premier arbitrage de Vienne le 2 novembre 1938. En 1938, on comptait 668 habitants. Elle faisait partie du district de Rimavská Sobota (hongrois : Rimaszombati járás). Le nom de la localité avant la Seconde Guerre mondiale était Harmac. Durant la période 1938 - 1945, le nom hongrois Harmac était d'usage. À la libération, la commune a été réintégrée dans la Tchécoslovaquie reconstituée.

## Démographie

### Évolution de la population
| Année:               | 1994. | 2004. | 2014.    | 2024.   |
| -------------------- | ----- | ----- | -------- | ------- |
| Nombre de personnes: | 380   | 399   | 441      | 461     |
| Différence:          |       | +5 %  | +10,52 % | +4,53 % |

| Année:               | 2023. | 2024.   |
| -------------------- | ----- | ------- |
| Nombre de personnes: | 455   | 461     |
| Différence:          |       | +1,31 % |